# Deraeocoris
Genre
Deraeocoris est un genre d'insectes hémiptères prédateurs du sous-ordre des hétéroptères (punaises), de la famille des Miridae, de la sous-famille des Deraeocorinae, de la tribu des Deraeocorini.
Les larves et les adultes ont pour proies principalement les acariens, les psylles, les pucerons et les thrips sur les arbres fruitiers, la vigne et les cultures légumières.

## Systématique
Le genre Deraeocoris a été décrit par l'entomologiste allemand Carl Ludwig Kirschbaum en 1856.

## Espèces rencontrées en Europe
- Deraeocoris (Camptobrochis) pallens (Reuter, 1904)
  - Deraeocoris (Camptobrochis) pallens pallens (Reuter, 1904)
- Deraeocoris (Camptobrochis) punctulatus (Fallén, 1807)
- Deraeocoris (Camptobrochis) serenus (Douglas & Scott, 1868)
- Deraeocoris (Deraeocoris) annulipes (Herrich-Schaeffer ,1842)
- Deraeocoris (Deraeocoris) cardinalis (Fieber, 1858)
- Deraeocoris (Deraeocoris) cordiger (Hahn, 1834)
- Deraeocoris (Deraeocoris) flavilinea (A. Costa, 1862)
- Deraeocoris (Deraeocoris) morio (Boheman, 1852)
- Deraeocoris (Deraeocoris) olivaceus (Fabricius, 1777)
- Deraeocoris (Deraeocoris) punctum (Rambur, 1839)
- Deraeocoris (Deraeocoris) ribauti Wagner, 1943
- Deraeocoris (Deraeocoris) ruber (Linnaeus, 1758)
- Deraeocoris (Deraeocoris) rutilus (Herrich-Schaeffer, 1838)
- Deraeocoris (Deraeocoris) schach (Fabricius, 1781)
- Deraeocoris (Deraeocoris) scutellaris (Fabricius, 1794)
- Deraeocoris (Deraeocoris) trifasciatus (Linnaeus, 1767)
- Deraeocoris (Deraeocoris) ventralis Reuter, 1904
  - Deraeocoris (Deraeocoris) ventralis ventralis Reuter, 1904
- Deraeocoris (Knightocapsus) lutescens (Schilling, 1837)
- Deraeocoris (Knightocapsus) putoni (Montandon, 1885)
- Deraeocoris (Plexaris) martini (Puton, 1887)
  - Deraeocoris (Plexaris) martini martini (Puton, 1887)

## Liste des espèces
Selon Catalogue of Life (4 octobre 2019) :
- Deraeocoris addendus Linnavuori, 1960
- Deraeocoris africanus Poppius, 1914
- Deraeocoris ainoicus Kerzhner, 1979
- Deraeocoris albigulus Knight, 1921
- Deraeocoris alluaudi Poppius, 1912
- Deraeocoris alnicola Knight, 1921
- Deraeocoris alticallus Hsiao, 1941
- Deraeocoris angustiverticalis Ma & Liu, 2002
- Deraeocoris anhwenicus Hsiao, 1941
- Deraeocoris annulifemoralis Ma & Liu, 2002
- Deraeocoris annulipes (Herrich-Schaeffer, 1842)
- Deraeocoris annulus Hsiao & Ren, 1983
- Deraeocoris apache Knight, 1921
- Deraeocoris aphidicidus Ballard, 1927
- Deraeocoris aphidiphagus Knight, 1921
- Deraeocoris apicatus Kerzhner & Schuh, 1995
- Deraeocoris appalachianus Knight, 1921
- Deraeocoris ater (Jakovlev, 1889)
- Deraeocoris aterrimus Poppius, 1915
- Deraeocoris atramentarius Linnavuori, 1975
- Deraeocoris atriventris Knight, 1921
- Deraeocoris australicus Reuter, 1905
- Deraeocoris bakeri Knight, 1921
- Deraeocoris balli Knight, 1927
- Deraeocoris balticus Herczek & Gorczyca, 1991
- Deraeocoris barberi Knight, 1921
- Deraeocoris betulae Knight, 1921
- Deraeocoris biroi Poppius, 1915
- Deraeocoris borealis (Van Duzee, 1920)
- Deraeocoris brachialis Stal, 1858
- Deraeocoris brevicornis Linnavuori, 1961
- Deraeocoris brevis (Uhler, 1904)
- Deraeocoris breviusculus Poppius, 1915
- Deraeocoris brunneirostris Poppius, 1914
- Deraeocoris brunneolus Kerzhner & Schuh, 1995
- Deraeocoris brunnescens Kerzhner & Josifov, 1999
- Deraeocoris brunneus Poppius, 1912
- Deraeocoris bullatus Knight, 1921
- Deraeocoris callosus Poppius, 1912
- Deraeocoris capensis (Distant, 1904)
- Deraeocoris cardinalis (Fieber, 1858)
- Deraeocoris castaneae Josifov, 1983
- Deraeocoris caviscutum Wagner, 1963
- Deraeocoris celebensis Poppius, 1915
- Deraeocoris cerachates Uhler, 1894
- Deraeocoris ceylanus Poppius, 1914
- Deraeocoris claspericapilatus Kulik, 1965
- Deraeocoris cochise Razafimahatratra & Lattin, 1983
- Deraeocoris comanche Knight, 1921
- Deraeocoris conspicuus Ma & Liu, 2002
- Deraeocoris convexulus Knight, 1921
- Deraeocoris cordiger (Hahn, 1834)
- Deraeocoris cribratoides Carvalho, 1957
- Deraeocoris crigi Leston & Gibbs, 1968
- Deraeocoris cupreus Ma & Liu, 2002
- Deraeocoris darjeelingensis Kerzhner & Schuh, 1995
- Deraeocoris davisi Knight, 1921
- Deraeocoris delagrangei (Puton, 1892)
- Deraeocoris delicatus (Distant, 1884)
- Deraeocoris dentifer Linnavuori, 1975
- Deraeocoris discoidalis (Poppius, 1912)
- Deraeocoris dissimilis Ballard, 1927
- Deraeocoris diveni Knight, 1921
- Deraeocoris elegantulus Horvath, 1905
- Deraeocoris elongatus (Poppius, 1915)
- Deraeocoris erythromelas Yasunaga & Nakatani, 1998
- Deraeocoris esau (Distant, 1904)
- Deraeocoris fasciolus Knight, 1921
- Deraeocoris fenestratus (Van Duzee, 1917)
- Deraeocoris finisterrensis Carvalho, 1985
- Deraeocoris flaviceps Ma & Liu, 2002
- Deraeocoris flavidus Poppius, 1915
- Deraeocoris flavilinea (A. Costa, 1862)
- Deraeocoris fraserensis Razafimahatratra & Lattin, 1983
- Deraeocoris fujianensis Ma & Zheng, 1998
- Deraeocoris fulgidus (Van Duzee, 1914)
- Deraeocoris fulvescens (Reuter, 1909)
- Deraeocoris fulvus Knight, 1921
- Deraeocoris fusifrons Knight, 1921
- Deraeocoris gagnei Carvalho, 1985
- Deraeocoris gibbantennatus Yasunaga & Nakatani, 1998
- Deraeocoris gilensis Razafimahatratra & Lattin, 1983
- Deraeocoris gorokensis Carvalho, 1985
- Deraeocoris gracilicornis Poppius, 1911
- Deraeocoris grandis (Uhler, 1887)
- Deraeocoris gressitti Carvalho, 1985
- Deraeocoris grisescens Poppius, 1915
- Deraeocoris guamensis Usinger, 1946
- Deraeocoris guizhouensis Ma & Zheng, 1997
- Deraeocoris hayashii Nakatani, 1996
- Deraeocoris hesperus Knight, 1921
- Deraeocoris hildebrandti Poppius, 1912
- Deraeocoris histricus (Stal, 1855)
- Deraeocoris histrio (Reuter, 1876)
- Deraeocoris horvathi Poppius, 1915
- Deraeocoris howanus Poppius, 1912
- Deraeocoris hyalinus Carvalho & Schaffner, 1973
- Deraeocoris incertus Knight, 1921
- Deraeocoris indianus Carvalho, 1957
- Deraeocoris indicus Poppius, 1915
- Deraeocoris inflaticeps Linnavuori, 1975
- Deraeocoris insularis Ma & Liu, 2002
- Deraeocoris insulicola Poppius, 1915
- Deraeocoris jacobsoni Poppius, 1914
- Deraeocoris josifovi Kerzhner, 1988
- Deraeocoris kaitakiensis Carvalho, 1985
- Deraeocoris kenianus Poppius, 1912
- Deraeocoris kennicotti Knight, 1921
- Deraeocoris kerzhneri Josifov, 1983
- Deraeocoris kimotoi Miyamoto, 1965
- Deraeocoris knightonius Razafimahatratra & Lattin, 1983
- Deraeocoris lamia Linnavuori, 1973
- Deraeocoris langannus Linnavuori, 1975
- Deraeocoris laricicola Knight, 1921
- Deraeocoris limbatus Miller, 1956
- Deraeocoris lucidus Linnavuori, 1975
- Deraeocoris luridipes Knight, 1921
- Deraeocoris lutescens (Schilling, 1837)
- Deraeocoris lutulentus (Distant, 1904)
- Deraeocoris maculatus Ballard, 1927
- Deraeocoris madisonensis Akingbohungbe, 1972
- Deraeocoris majesticus Ma & Liu, 2002
- Deraeocoris malayus Poppius, 1914
- Deraeocoris manitou (Van Duzee, 1920)
- Deraeocoris maoricus Woodward, 1950
- Deraeocoris martini (Puton, 1887)
- Deraeocoris membranalis Carvalho, 1985
- Deraeocoris morio (Boheman, 1852)
- Deraeocoris morobensis Carvalho, 1985
- Deraeocoris morosus Linnavuori, 1975
- Deraeocoris mutatus Knight, 1921
- Deraeocoris navajo Knight, 1921
- Deraeocoris nebulosus (Uhler, 1872)
- Deraeocoris neocaledonicus Poppius, 1915
- Deraeocoris nigrifrons Knight, 1921
- Deraeocoris nigritulus (Knight, 1921)
- Deraeocoris nigriventris Poppius, 1914
- Deraeocoris nigropectus Hsiao, 1941
- Deraeocoris nigropunctatus Lindberg, 1958
- Deraeocoris nitenatus (Knight, 1921)
- Deraeocoris nubilus Knight, 1921
- Deraeocoris obscuriventris Poppius, 1912
- Deraeocoris oculatus (Reuter, 1904)
- Deraeocoris olivaceus (Fabricius, 1777)
- Deraeocoris omeiensis Hsiao & Ren, 1983
- Deraeocoris onphoriensis Josifov, 1992
- Deraeocoris oparicus Linnavuori, 1975
- Deraeocoris orientalis (Distant, 1904)
- Deraeocoris ornandus Distant, 1904
- Deraeocoris ornatus Knight, 1921
- Deraeocoris ostentans (Stal, 1855)
- Deraeocoris pallens (Reuter, 1904)
- Deraeocoris pallidicornis Josifov, 1983
- Deraeocoris pallidipennis Reuter, 1905
- Deraeocoris pallidomaculatus Poppius, 1915
- Deraeocoris pallidulus Poppius, 1915
- Deraeocoris piceicola Knight, 1927
- Deraeocoris picipes Knight, 1921
- Deraeocoris pilipes (Reuter, 1879)
- Deraeocoris pilosulus Lindberg, 1940
- Deraeocoris pinicola Knight, 1921
- Deraeocoris planus Xu, Ma, & Liu, 2005
- Deraeocoris plebejus Poppius, 1915
- Deraeocoris poecilus (McAtee, 1919)
- Deraeocoris ponapensis Carvalho, 1956
- Deraeocoris pseudokerzhneri Ma & Zheng, 1998
- Deraeocoris punctulatus (Fallen, 1807)
- Deraeocoris punctum (Rambur, 1839)
- Deraeocoris putoni (Montandon, 1885)
- Deraeocoris qinlingensis Qi & Lu, 2006
- Deraeocoris quercicola Knight, 1921
- Deraeocoris ribauti Wagner, 1943
- Deraeocoris ruber (Linnaeus, 1758)
- Deraeocoris rubiceps Nakatani, 1996
- Deraeocoris rubripes Kelton, 1980
- Deraeocoris rubroclarus Knight, 1921
- Deraeocoris rufiventris Knight, 1921
- Deraeocoris rufus Distant, 1904
- Deraeocoris rutilus (Herrich-Schaeffer, 1838)
- Deraeocoris ryukyuensis Nakatani, 1996
- Deraeocoris sacratus Kirkaldy, 1902
- Deraeocoris salicis Josifov, 1983
- Deraeocoris sanghonami Lee & Kerzhner, 1995
- Deraeocoris sauteri Poppius, 1915
- Deraeocoris sayi (Reuter, 1876)
- Deraeocoris schach (Fabricius, 1781)
- Deraeocoris schuhi Razafimahatratra & Lattin, 1983
- Deraeocoris schwarzii (Uhler, 1893)
- Deraeocoris scutellaris (Fabricius, 1794)
- Deraeocoris scutellarisanus Carvalho, 1957
- Deraeocoris serenus (Douglas & Scott, 1868)
- Deraeocoris sexvittatus Poppius, 1912
- Deraeocoris seychellensis Distant, 1913
- Deraeocoris shastan Knight, 1921
- Deraeocoris signatus (Distant, 1904)
- Deraeocoris signoreti Poppius, 1914
- Deraeocoris similis (Distant, 1904)
- Deraeocoris sordidus Poppius, 1915
- Deraeocoris subtilis Poppius, 1912
- Deraeocoris tibialis (Reuter, 1903)
- Deraeocoris tinctus Knight, 1921
- Deraeocoris triannulipes Knight, 1921
- Deraeocoris trifasciatus (Linnaeus, 1767)
- Deraeocoris trukensis Carvalho, 1956
- Deraeocoris tsugae Bliven, 1956
- Deraeocoris ulmi Josifov, 1983
- Deraeocoris uniformis (Distant, 1904)
- Deraeocoris validus (Reuter, 1909)
- Deraeocoris vanduzeei Knight, 1921
- Deraeocoris ventralis Reuter, 1904
- Deraeocoris wangi Ma & Liu, 2002
- Deraeocoris wauensis Carvalho, 1985
- Deraeocoris yasunagai Nakatani, 1995
- Deraeocoris zarudnyi Kiritshenko, 1952
- Deraeocoris zoui Ma & Zheng, 1997

## Galerie

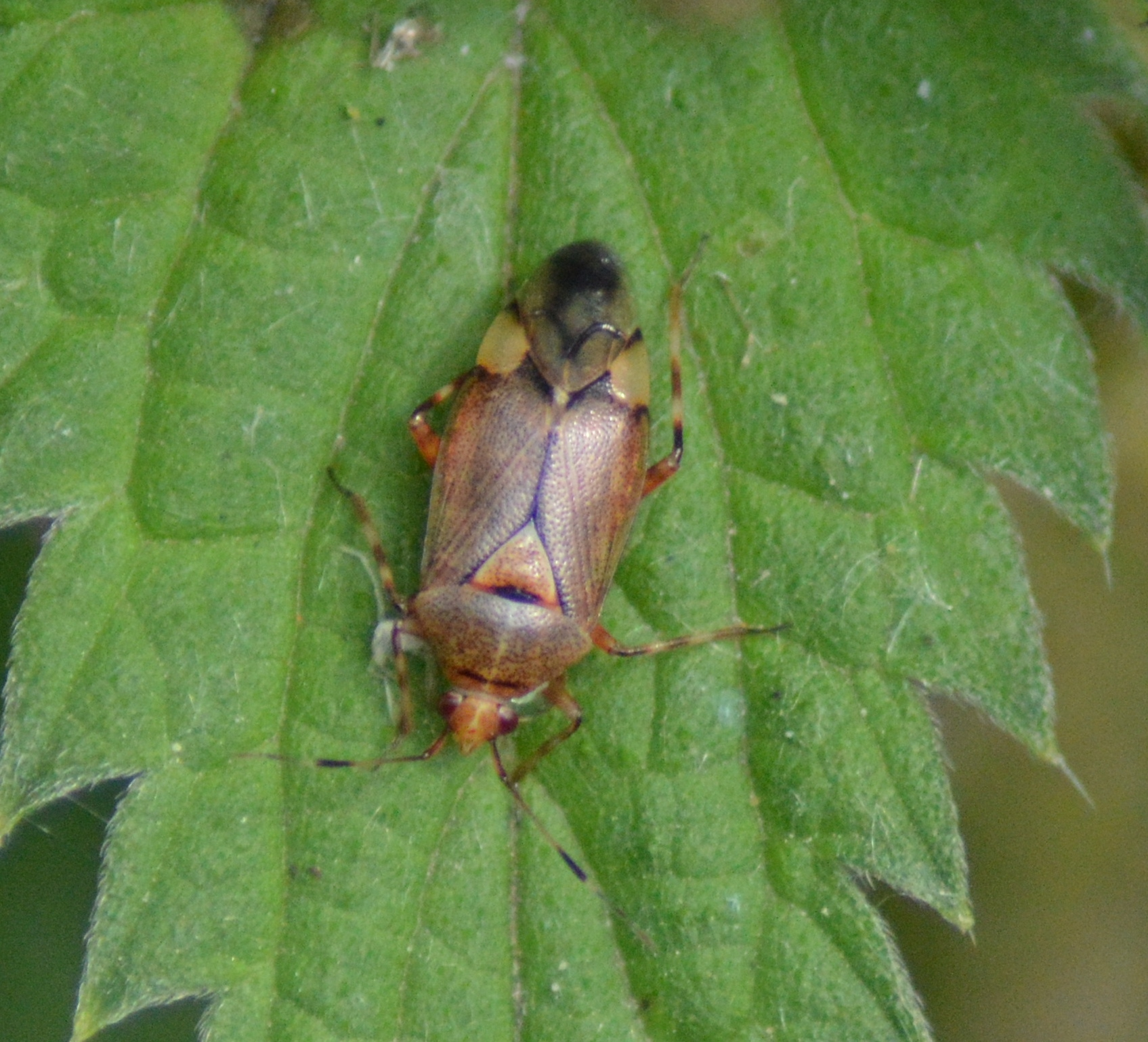
Deraeocoris flavilinea femelle
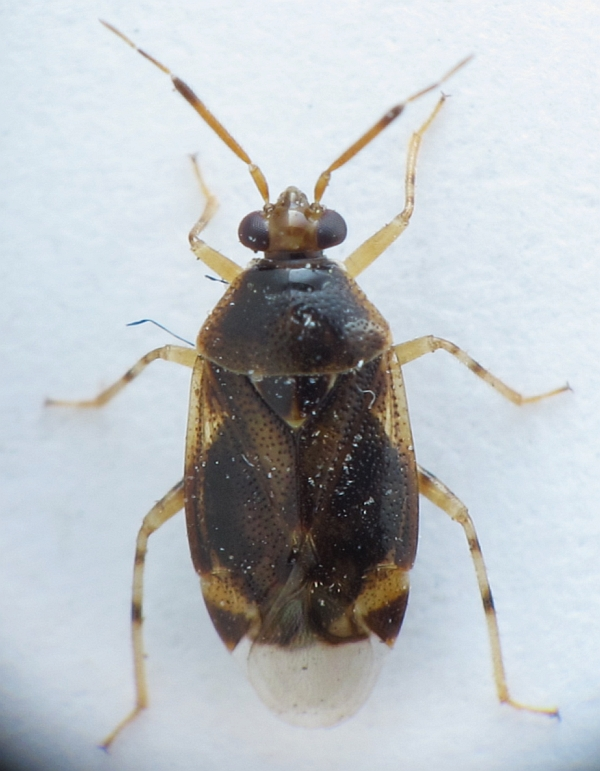
Deraeocoris lutescens
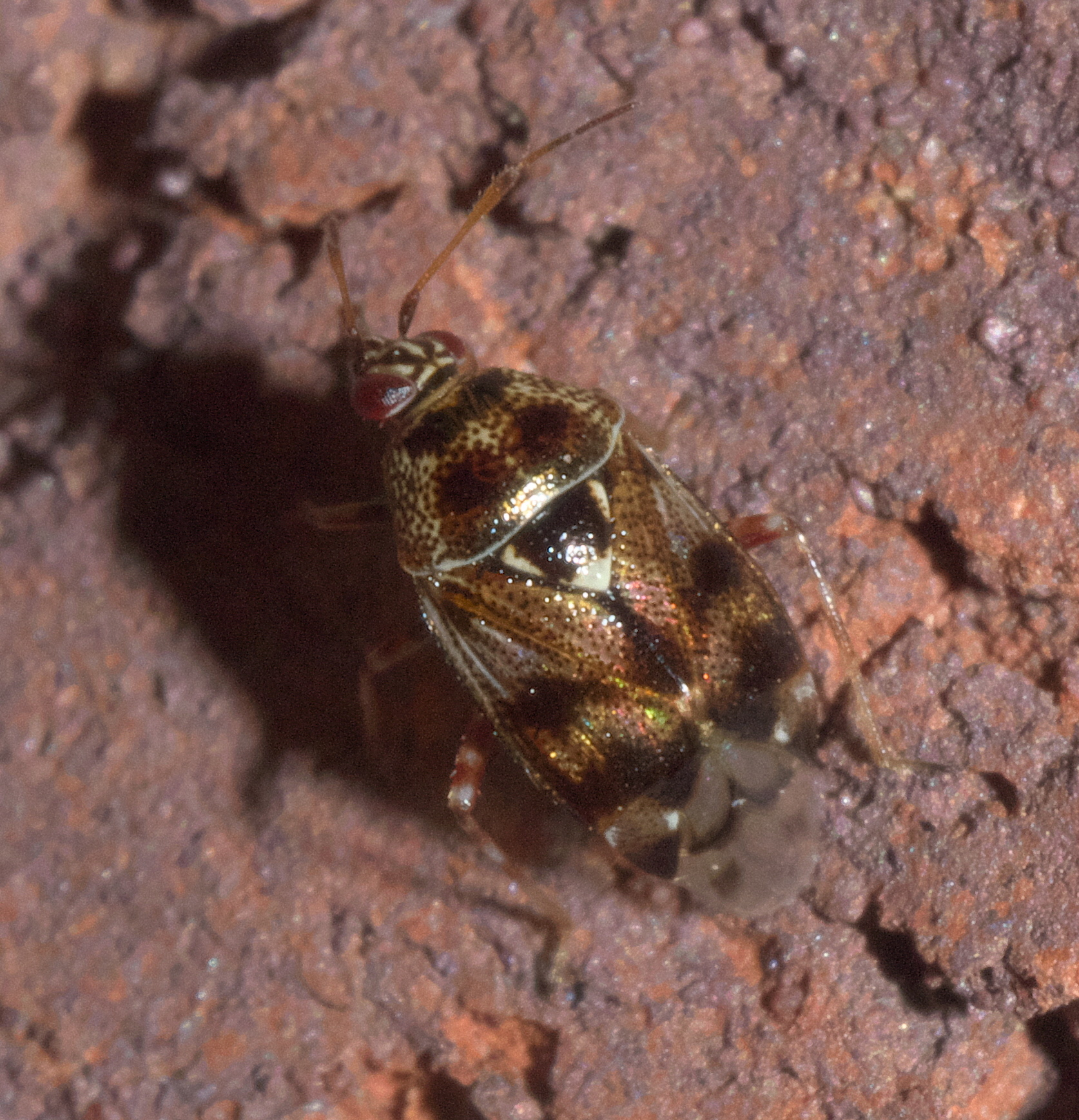
Deraeocoris nebulosus
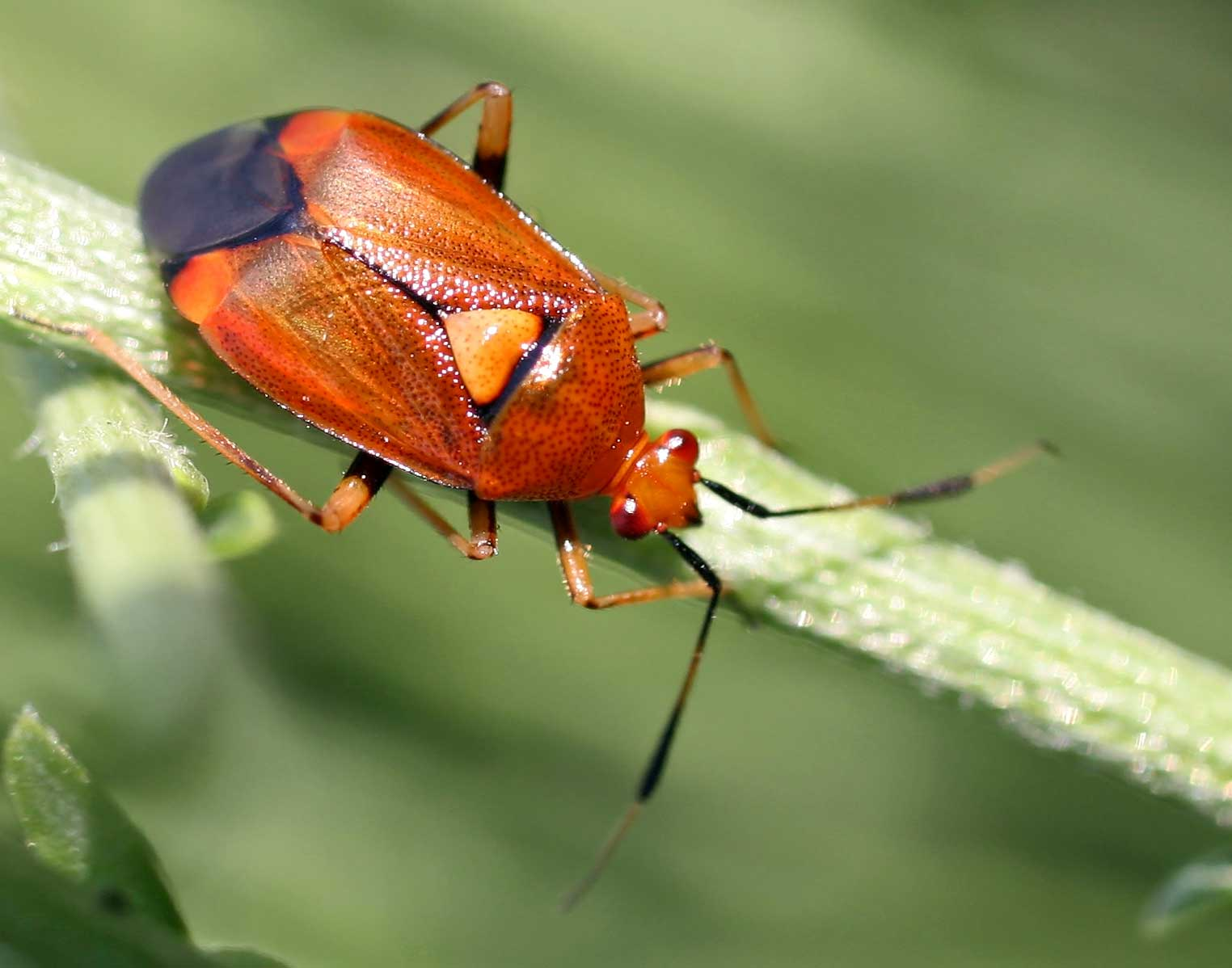
Deraeocoris olivaceus
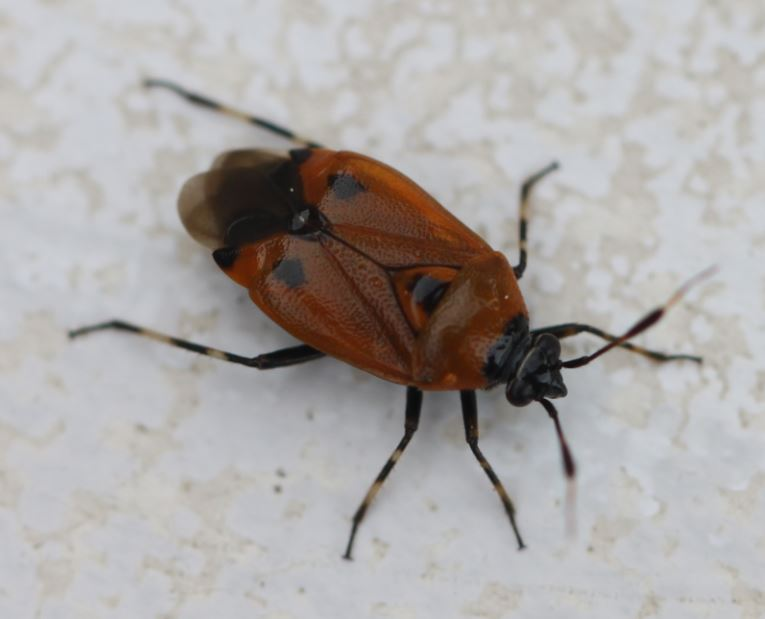
Deraeocoris punctum
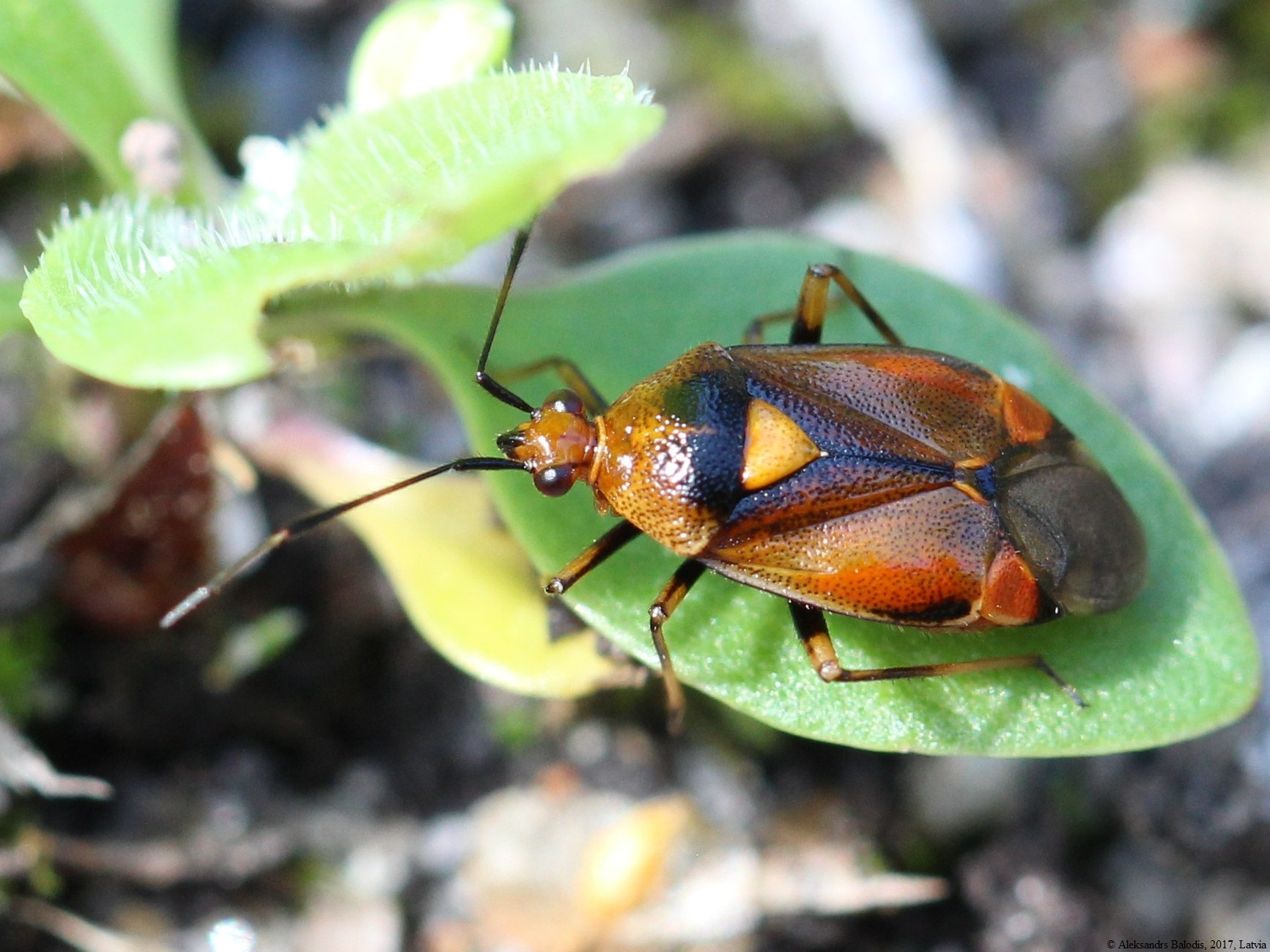
Deraeocoris ruber
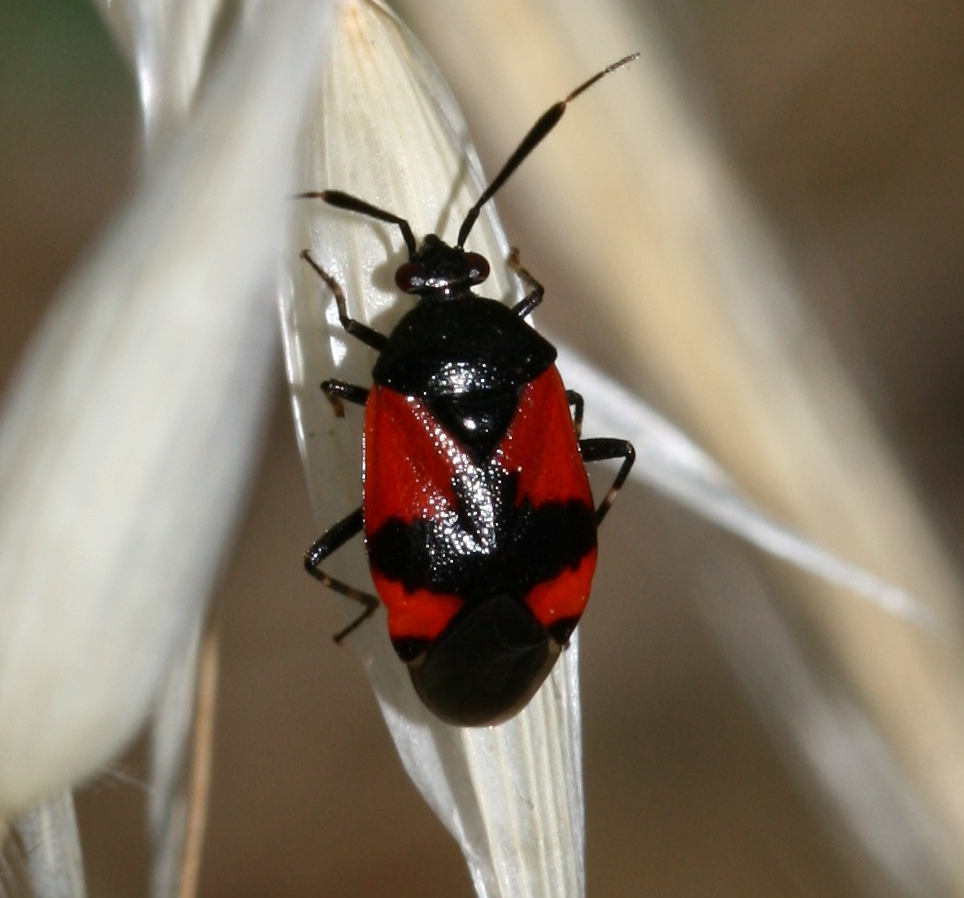
Deraeocoris rutilus
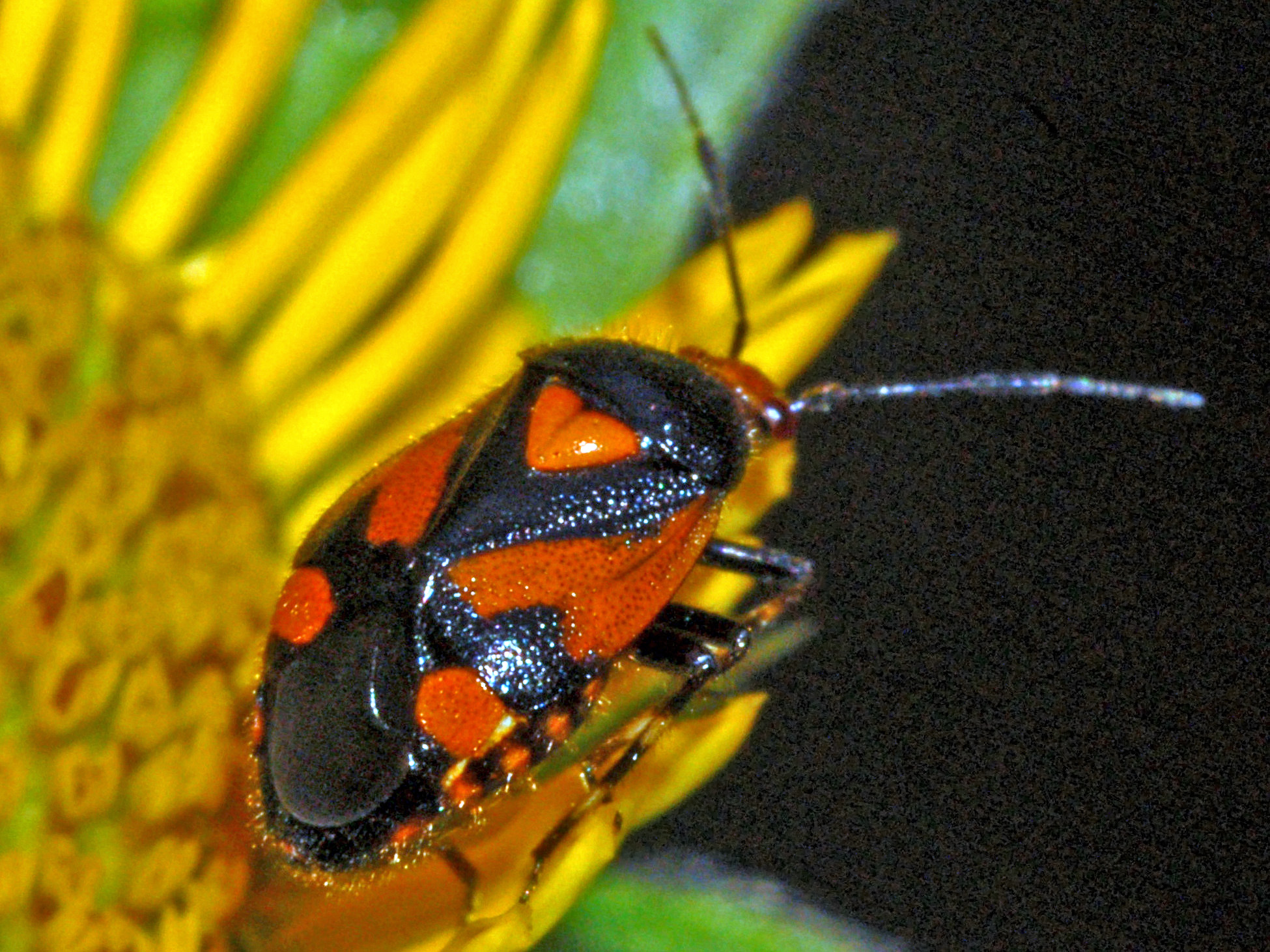
Deraeocoris schach
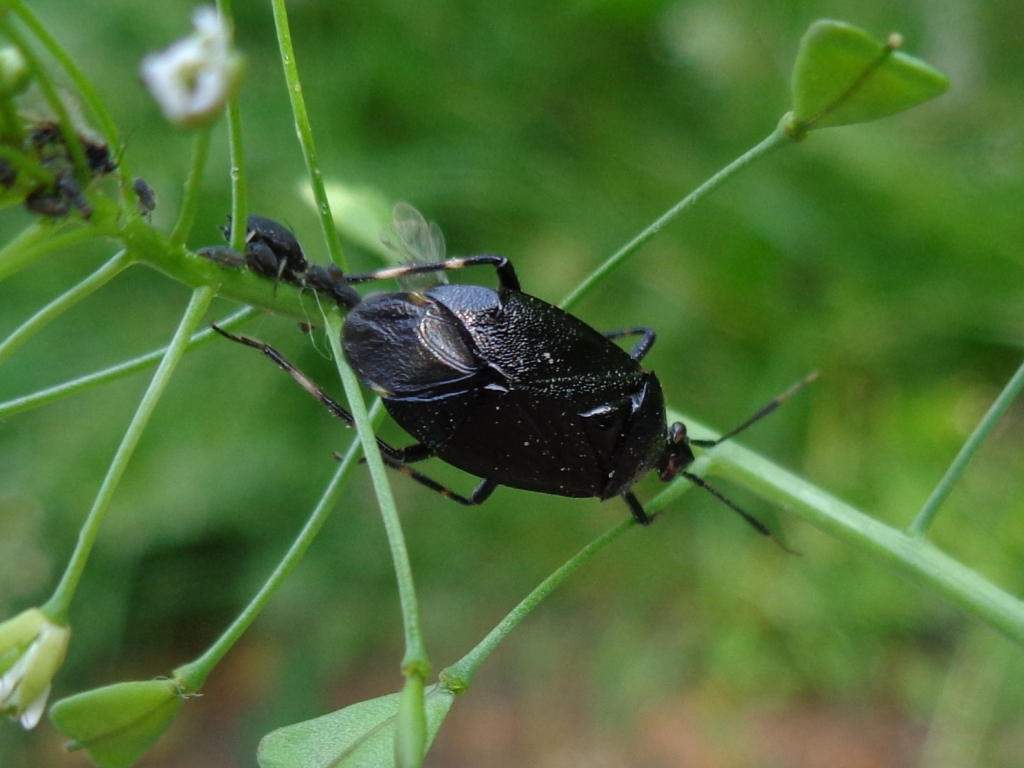
Deraeocoris scutellaris
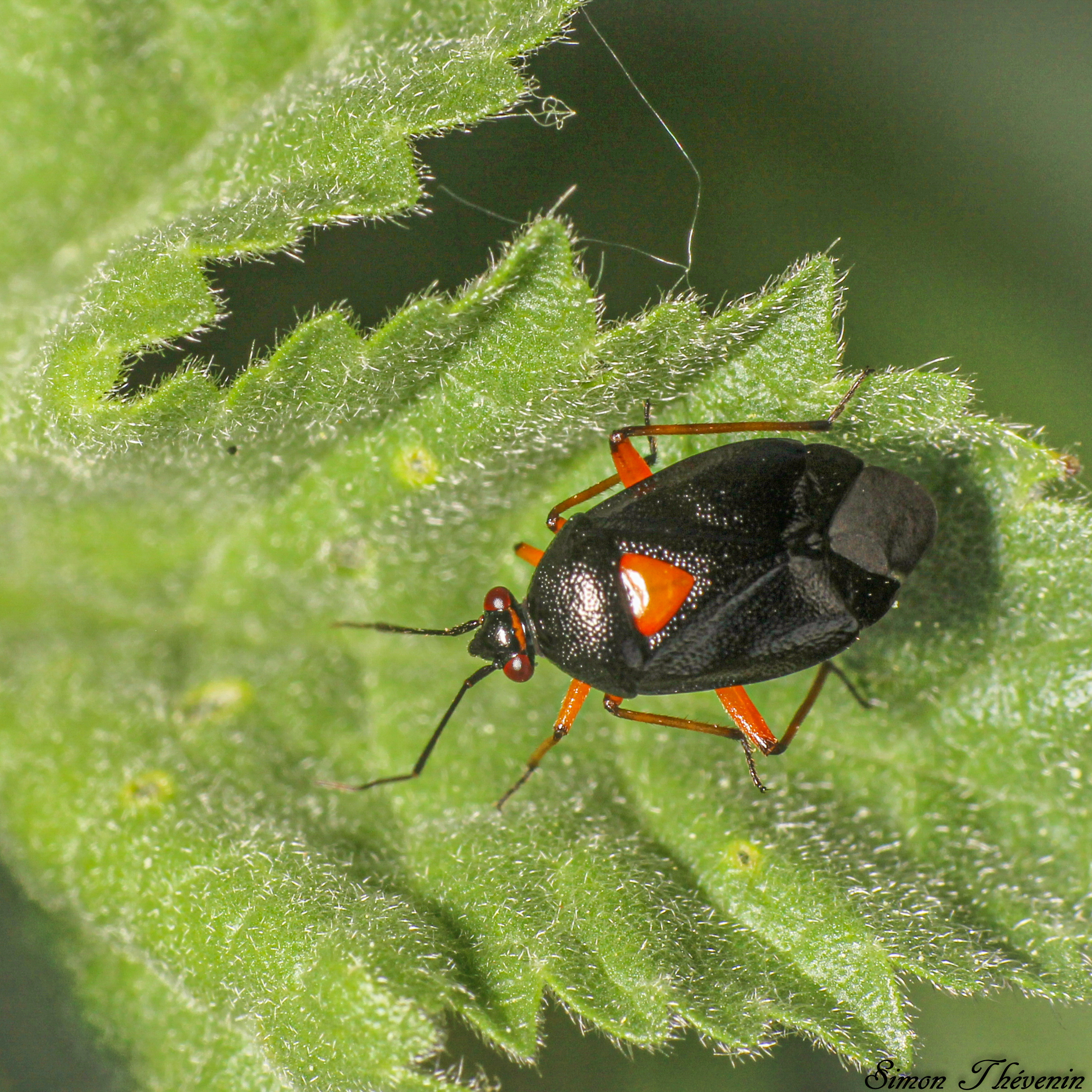
Deraeocoris ribauti